# Thelephora cylindrica
Thelephora cylindrica är en svampart som beskrevs av Corner 1968. Thelephora cylindrica ingår i släktet vårtöron och familjen Thelephoraceae.   Inga underarter finns listade i Catalogue of Life.